# روبن كوهن
روبن كوهن هو كاتب سير ذاتية ومحامي كندي، ولد في 11 يوليو 1921 في مونكتون في كندا، وتوفي بنفس المكان في 24 أكتوبر 2014.